# Théophile Gide
François Théophile Étienne Gide, född den 15 mars 1822 i Paris, död där den 29 november 1890, var en fransk målare.
Gide, som var elev till Delaroche och Cogniet, målade verklighetstrogna italienska och pyreneiska folklivsbilder: Mässa i en pyreneisk kyrka, Studerande munkar (1865, museet i Alençon), Mässa i Neapels omnejd, Pius IX på besök i ett nunnekloster, Prov på kyrkosången (1866, museet i Roubaix) et cetera; vidare historiemålerier: Ludvig XI och Quentin Durward (1859), Lesueur (1872), Karl IX:s besök hos Coligny, Karl IX underskriver ordern om Bartolomeinattens blodbad med flera. För Saint-Roch i Paris utförde han den dekorativa bilden Le miracle des fleurs.